# Нововладимировка (Харьковская область)
Нововладимировка (укр. Нововолодимирівка) — село, 
Лебедевский сельский совет,
Сахновщинский район,
Харьковская область.
Код КОАТУУ — 6324883505. Население по переписи 2001 года составляет 78 (35/43 м/ж) человек.

## Географическое положение
Село Нововладимировка находится на правом берегу реки Орель,
выше по течению на расстоянии в 1 км расположено село Марьевка,
ниже по течению на расстоянии в 0,5 км расположено село Красноярка,
на противоположном берегу — село Олейники.

## История
- 1870 — основан как хутор Владимировка (укр. Володимирівка).
- 1929 — дата основания села Нововладимировка.

## Известные уроженцы
- Гужва, Николай Яковлевич — Герой Советского Союза.

## Объекты социальной сферы
- Школа.